# Poslední den druhohor
Poslední den druhohor je svým zaměřením populárně naučná až odbornější kniha, zabývající se událostmi souvisejícími s velkým hromadným vymíráním druhů na konci druhohorní křídové periody (před 66,0 miliony let). Velmi podrobně pojednává specificky o této zásadní události ve vývoji života na Zemi a je v českém prostředí vůbec prvním titulem věnovaným právě události K-Pg. Autorem knihy je popularizátor paleontologie a publicista Vladimír Socha.
Kniha vyšla roku 2018. Jedná se o v pořadí pátý svazek odborné edice Spektrum.

## Obsah

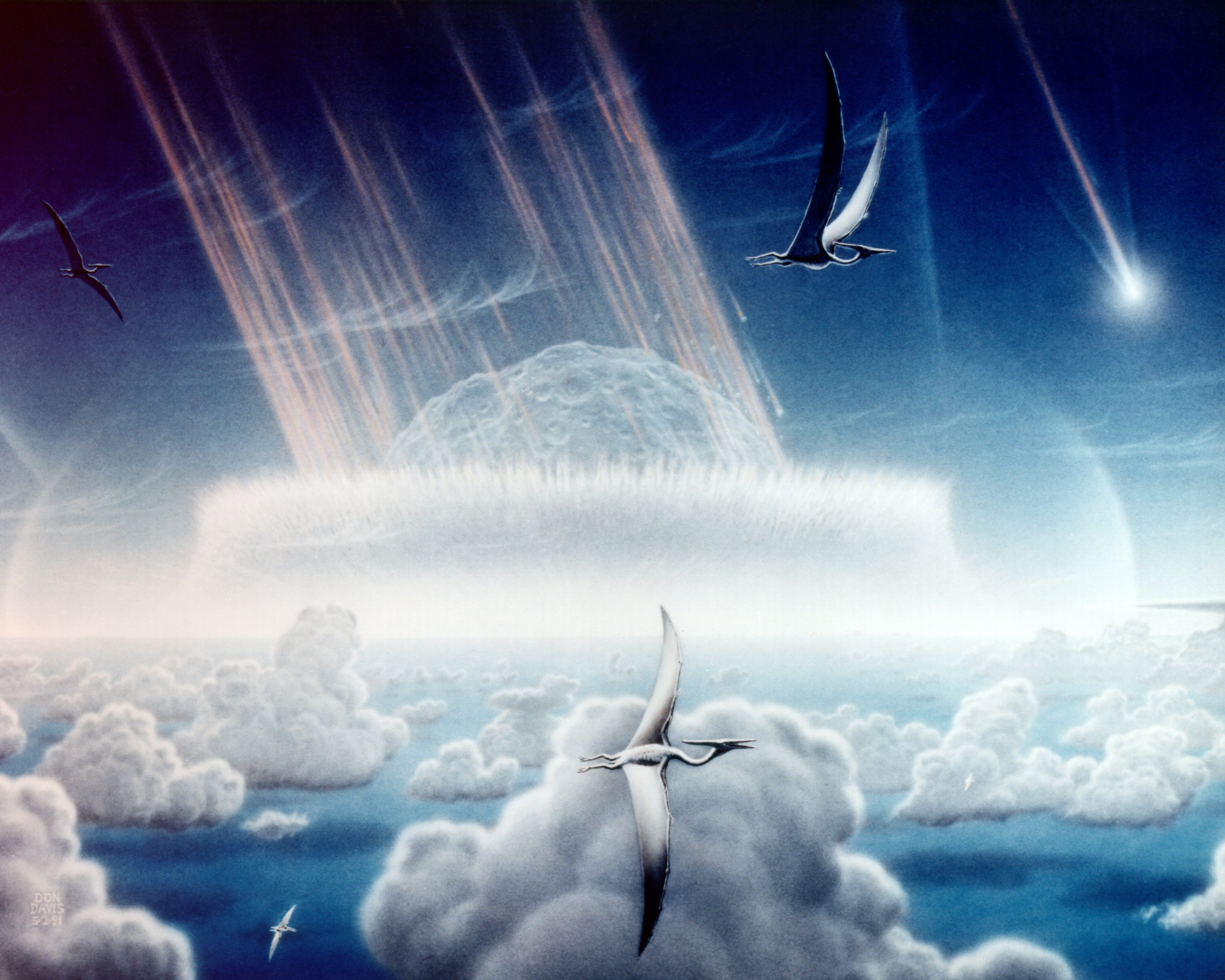
Umělecká představa o dopadu planetky Chicxulub - ústředním tématu knihy.

Kniha pojednává především o okolnostech a účincích dopadu asi 10 až 15 km velkého asteroidu (planetky) Chicxulub, který se odehrál na konci druhohorní křídy před 66,0 miliony let v oblasti současného Mexického zálivu (téměř 200 kilometrů velký impaktní kráter dnes leží pohřben zčásti i pod pevninou poloostrova Yucatán). Text knihy v několika kapitolách seznamuje čtenáře například s dějinami dopadů kosmických těles na Zemi, jejich historickými interpretacemi od starověku po 20. století a následně i s příchodem a bojem za uznání Alvarezovy impaktní teorie, která v roce 1980 znamenala změnu paradigmatu v geologických vědách. Projednán je také například dopad problematiky na populární kulturu a literární i filmovou tvorbu od nejstarších teorií o vyhynutí dinosaurů v 19. století až po rok 2018. Nechybí také kapitola o aktivitách a bezpečnostních opatřeních proti potenciálnímu střetu s blízkozemními asteroidy a kometami v naší budoucnosti.